# Sisimitalia infulata
Sisimitalia infulata är en insektsart som beskrevs av Fowler 1900. Sisimitalia infulata ingår i släktet Sisimitalia och familjen dvärgstritar. Inga underarter finns listade i Catalogue of Life.